# Kryštof 09
Kryštof 09 (také Kryštof 9) je volací znak a všeobecně rozšířené označení vrtulníku letecké záchranné služby (LZS) v Olomouckém kraji. LZS byla v Olomouci do provozu poprvé uvedena 1. října 1990. Od 1. ledna 1992 byla provozovatelem vrtulníku společnost Alfa-Helicopter, 1. ledna 2017 ji nahradila slovenská společnost Air – Transport Europe. Zdravotnickou část posádky LZS zajišťuje Zdravotnická záchranná služba Olomouckého kraje.

## Historie
Zkušební provoz letecké záchranné služby byl v Olomouci poprvé zahájen 1. října 1990. Prvním provozovatelem byl státní podnik Slov-Air, který pro LZS nasazoval vrtulník Mil Mi-2.

### Alfa-Helicopter
V roce 1992 vznikla první nestátní letecká společnost na území Československa – společnost Alfa-Helicopter. Ta přebrala k 1. lednu 1992 provoz letecké záchranné služby na stanici v Olomouci. Zpočátku používala také Mi-2, ale v průběhu roku 1992 se na stanici objevil nový dvoumotorový vrtulník Bell 206L-3, většinou stroj s imatrikulací OK-WIR. Od roku 1996 na stanici trvale sloužil modernější vrtulník Bell 206L-4 (OK-YIR). Od roku 1994 se stanice letecké záchranné služby nachází na neveřejném vnitrostátním vrtulníkovém letišti Olomouc – Tabulový vrch. V roce 1999 byl na stanici spuštěn nepřetržitý 24hodinový provoz pro neodkladné sekundární a ambulanční lety. Na konci roku 2001 byl noční provoz ukončen, ale na jaře 2002 opět obnoven. V červnu 2002 přilétl do Olomouce nový vrtulník Bell 427 (OK-EMI) a nahradil starší Bell 206L-4T. I přesto, že stroj tou dobou nebyl v České republice certifikován, získal tříměsíční povolení k letům pro LZS. Od 5. srpna 2010 sloužil na stanici moderní dvoumotorový vrtulník Eurocopter EC 135 T2+ (OK-AHG). a to až do prosince 2016. V nepřetržitém nočním provozu fungovala stanice v Olomouci do 29. února 2012. Od začátku března byl provoz stanice omezen na denní dobu limitovanou východem a západem slunce, noční provoz byl převeden na stanici Kryštof 04 v Brně. Ke změně došlo především pro lepší pokrytí Moravy v nočních hodinách. 

### Air – Transport Europe
Od 1. ledna 2017 provozuje olomoucký heliport společnost Air – Transport Europe, která vyhrála tendr Ministerstva zdravotnictví a bude zde sídlit po dobu čtyř let. Z počátku roku 2017 v Olomouci létal 20 let starý částečně vysloužilý vrtulník Augusta A109. Ten byl po dvou letech služby nahrazen vrtulníkem Eurocopter EC 135 T2.
19. 3. 2019 firma ATE do Olomouce poslala záložní vrtulník typu Bell 429.
Vrtulník Kryštof 09 zasahuje kromě Olomouckého kraje často také ve Zlínském kraji, který leteckou záchrannou službu neprovozuje. Akční rádius vrtulníků LZS má rozsah cca 70 km, který odpovídá doletové době zhruba 18 minut od vzletu.

## Galerie

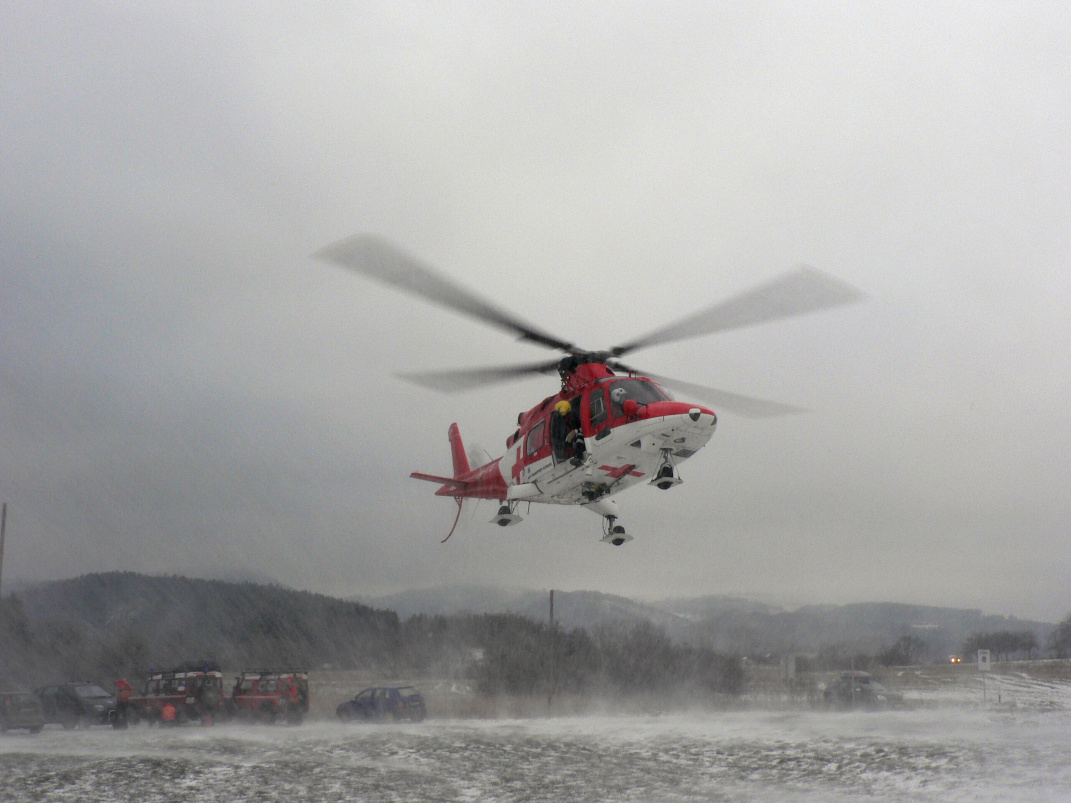
Augusta A109 společnosti Air – Transport Europe při vzletu
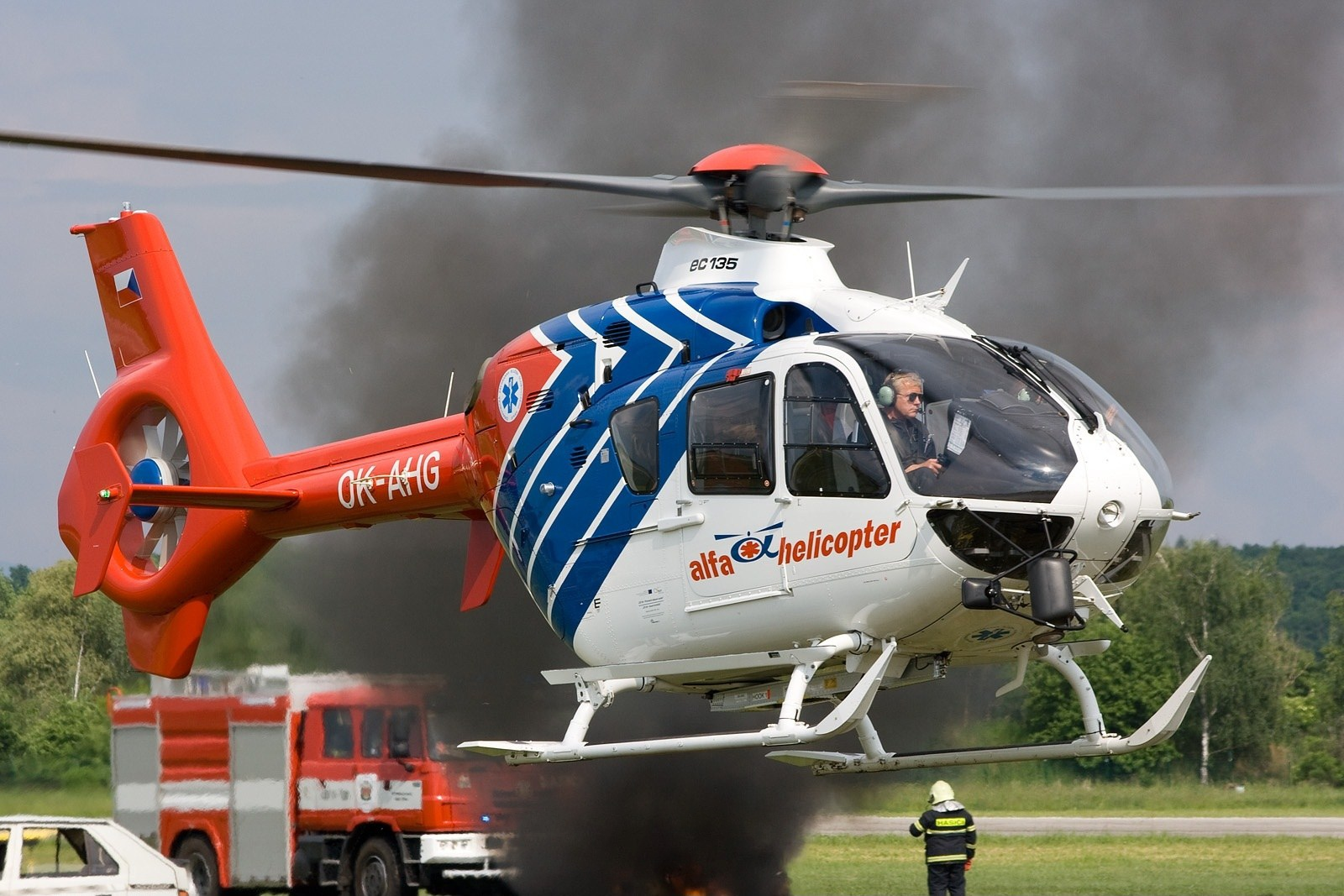
Stroj EC 135 (Kryštof 09) bývalého provozovatele Alfa Helicopter
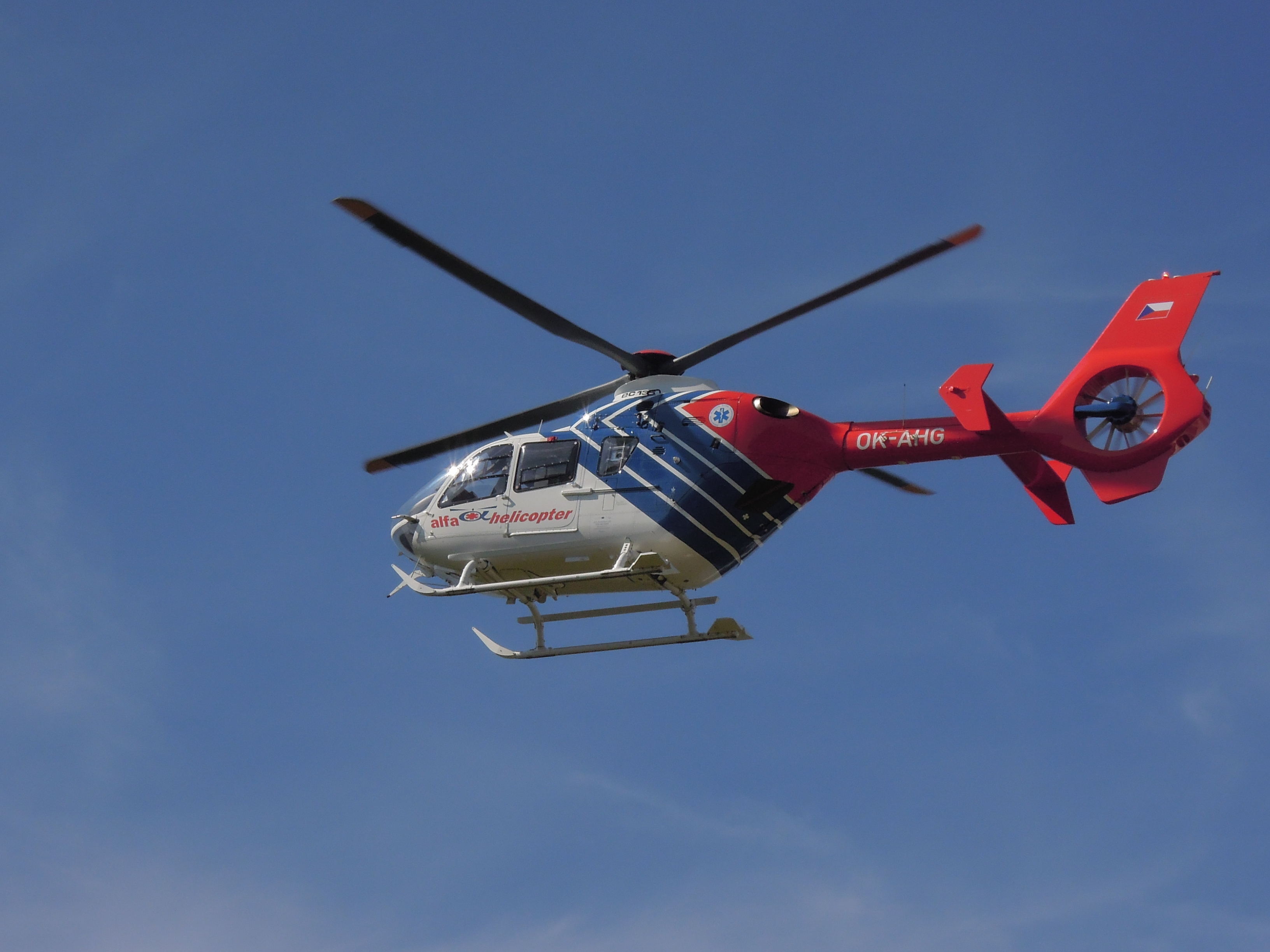
EC 135 v letu
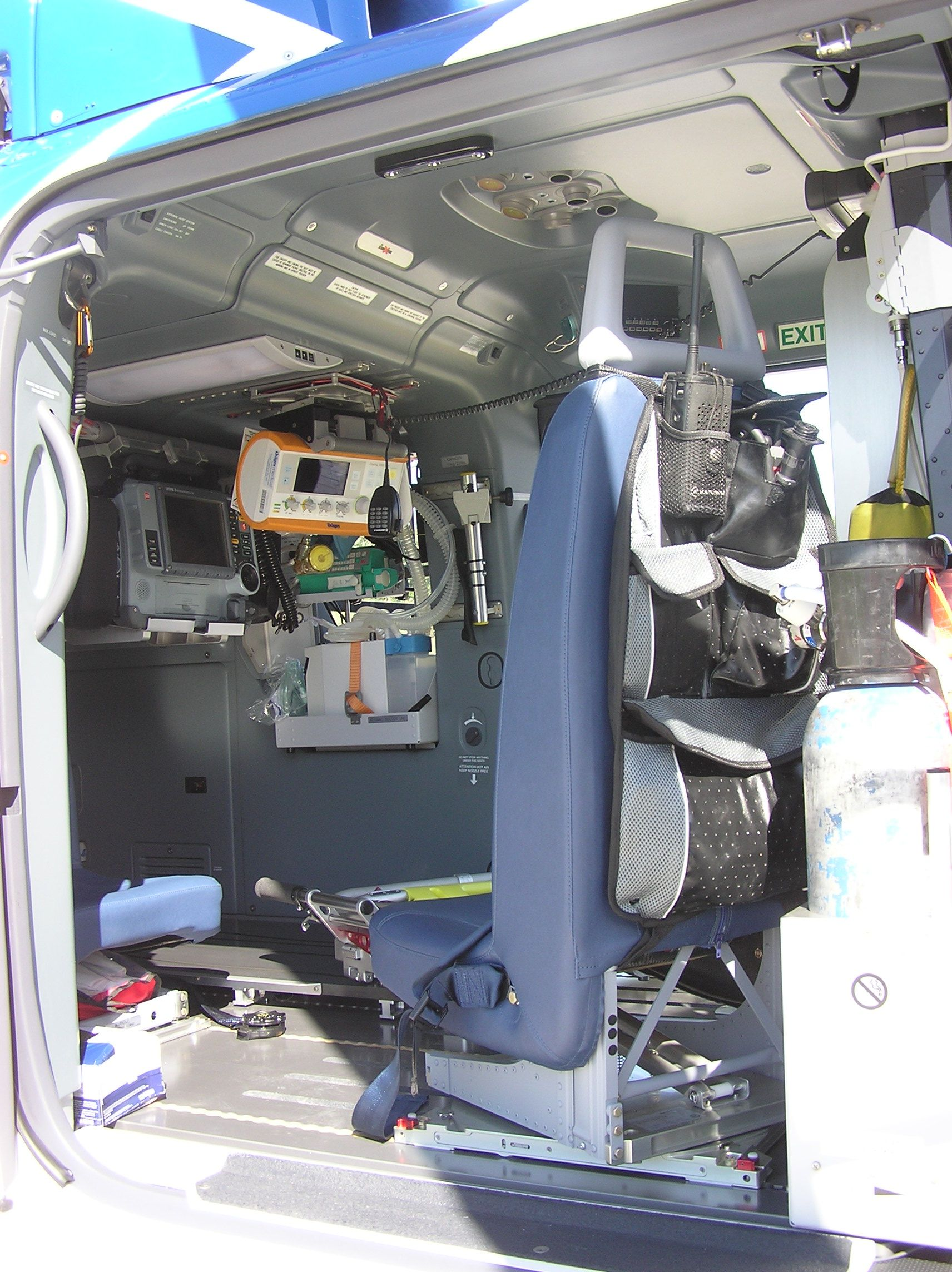
Vnitřní vybavení olomouckého EC 135
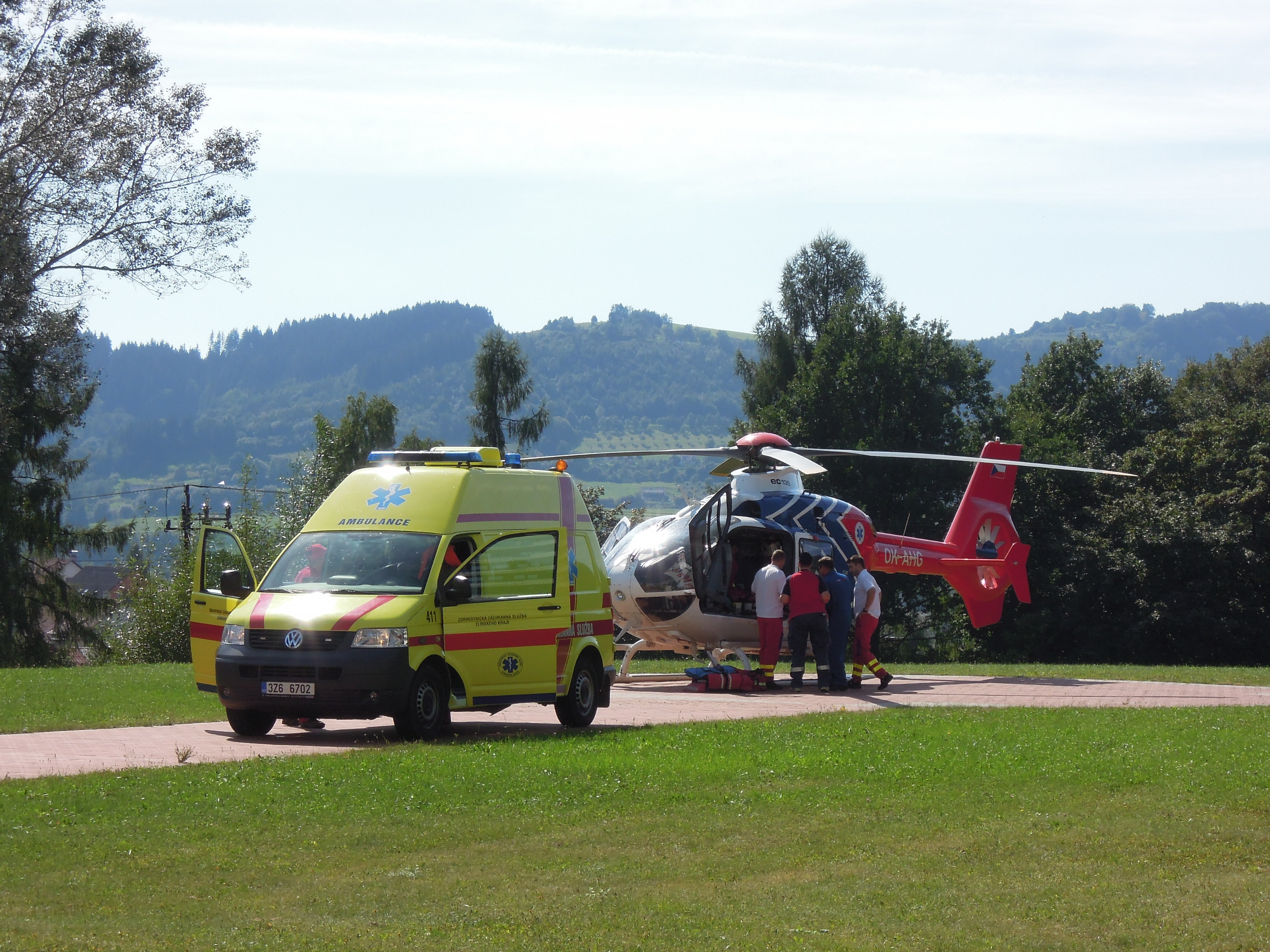
Posádka EC 135 ve spolupráci s výjezdovou skupinou ZZS Zlínského kraje
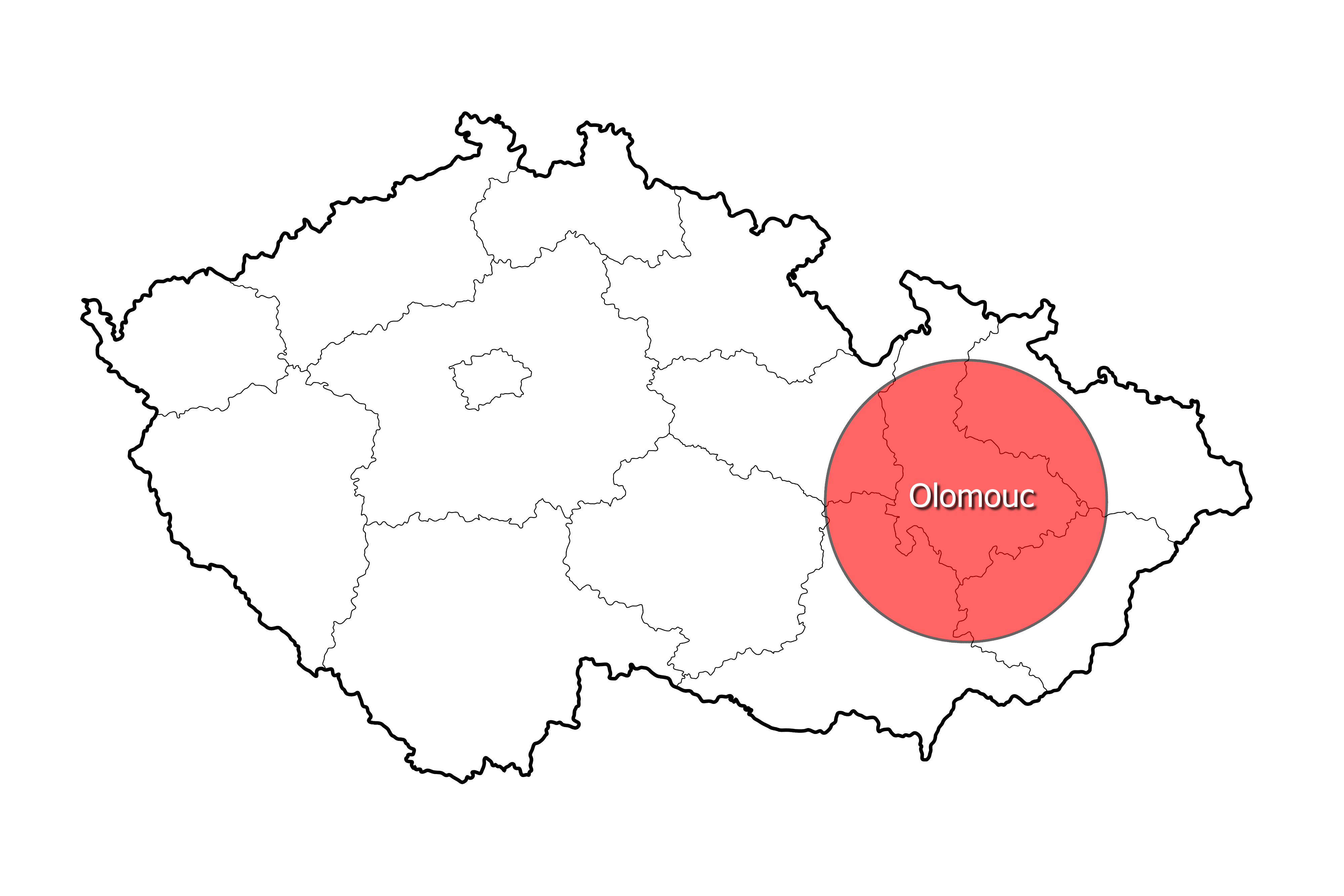
Poloha stanice a akční rádius vrtulníku Kryštof 09